# Премия TVyNovelas за лучшую комедийную программу
Премия TVyNovelas за лучшую комедийную программу (исп. Mejor programa de comedia) — престижная ежегодная награда за лучшую программу или сериал в жанре комедии, производства телекомпании Televisa, присуждаемая в рамках премии TVyNovelas. Первая награда в этой номинации была вручена в 1983 году Луису де Льяно Маседо и Марко Флавио Крусу за сериал «Cachún cachún ra ra!».

## Номинанты и победители
В списке приведены сведения о номинантах и победителях, сгруппированные по церемониям (годам) и десятилетиям. В таблицы включены имена исполнительных продюсеров и названия комедийной программы или телесериала, за которые получена номинация.
Победители каждого года указаны первыми в списке, выделены полужирным шрифтом на золотом фоне.

### 1980-е
| Год  | Название программы          | Исполнительный продюсер                         |
| ---- | --------------------------- | ----------------------------------------------- |
| 1983 | Cachún cachún ra ra!        | Луис де Льяно Маседо и Марко Флавио Крус        |
| 1984 | Cachún cachún ra ra!        | Луис де Льяно Маседо и Марко Флавио Крус        |
| 1985 | Cachún cachún ra ra!        | Луис де Льяно Маседо и Марко Флавио Крус        |
| 1986 | La carabina de Ambrosio     | Энрике Сеговиано                                |
| 1986 | Эль-Чаво-дель-Очо           | Роберто Гомес Боланьос                          |
| 1986 | Не толкайтесь               | н/д                                             |
| 1986 | Салон красоты               | н/д                                             |
| 1987 | Чесперито                   | Роберто Гомес Боланьос                          |
| 1987 | Cachún cachún ra ra!        | Луис де Льяно Маседо и Марко Флавио Крус        |
| 1987 | Что творится с этой троицей | Хорхе Ортис де Пинедо                           |
| 1987 | Что происходит?             | Эктор Суарес                                    |
| 1988 | Доктор Кандидо Перес        | Хорхе Ортис де Пинедо и Роберто Гомес Фернандес |
| 1989 | Доктор Кандидо Перес        | Хорхе Ортис де Пинедо и Роберто Гомес Фернандес |

### 1990-е
| Год  | Название программы   | Исполнительный продюсер |
| ---- | -------------------- | ----------------------- |
| 1990 | Комедианты           | Хорхе Ортис де Пинедо   |
| 1991 | Анабель!             | Энрике Сеговиано        |
| 1991 | Чесперито            | Роберто Гомес Боланьос  |
| 1991 | Доктор Кандидо Перес | Хорхе Ортис де Пинедо   |
| 1991 | Комедианты           | Хорхе Ортис де Пинедо   |
| 1991 | Отец одиночка        | Луис де Льяно Маседо    |
| 1992 | Анабель!             | Энрике Сеговиано        |
| 1993 | Всё из всего         | Хуан Осорио             |
| 1993 | Анабель!             | Энрике Сеговиано        |
| 1993 | Чесперито            | Роберто Гомес Боланьос  |
| 1993 | Доктор Кандидо Перес | Хорхе Ортис де Пинедо   |
| 1993 | Отец одиночка        | Луис де Льяно Маседо    |

### 2000-е
| Год  | Название программы                | Исполнительный продюсер                       |
| ---- | --------------------------------- | --------------------------------------------- |
| 2000 | Когда Дербес…                     | Эухенио Дербес                                |
| 2002 | Ноль действий                     | Хорхе Ортис де Пинедо                         |
| 2003 | Пародия                           | Карла Эстрада и Рейнальдо Лопес               |
| 2004 | Семья П. Луче                     | Эухенио Дербес и Элиас Солорио                |
| 2004 | VIP — Школа                       | Хорхе Ортис де Пинедо и Луиджина Туччи        |
| 2004 | Час пик                           | Карла Эстрада и Рейнальдо Лопес               |
| 2005 | Час пик                           | Карла Эстрада и Рейнальдо Лопес               |
| 2005 | VIP — Школа                       | Хорхе Ортис де Пинедо и Луиджина Туччи        |
| 2005 | Пара тузов                        | Хорхе Ортис де Пинедо и Луиджина Туччи        |
| 2006 | Право давать указания             | Карла Эстрада и Рейнальдо Лопес               |
| 2006 | Час пик                           | Карла Эстрада и Рейнальдо Лопес               |
| 2006 | Женщина, случаи из реальной жизни | Сильвия Пиналь                                |
| 2006 | Соседи                            | Эухенио Дербес и Элиас Солорио                |
| 2007 | Любовь моя                        | Жисель Гонсалес и Роберто Гомес Фернандес     |
| 2007 | Право давать указания             | Карла Эстрада и Рейнальдо Лопес               |
| 2007 | Час пик                           | Карла Эстрада и Рейнальдо Лопес               |
| 2007 | Соседи                            | Эухенио Дербес и Элиас Солорио                |
| 2008 | Семья П. Луче                     | Эухенио Дербес и Элиас Солорио                |
| 2008 | Любовь моя                        | Жисель Гонсалес и Роберто Гомес Фернандес     |
| 2008 | Семья из десятерых                | Хорхе Ортис де Пинедо и Педро Ортис де Пинедо |
| 2008 | Соседи                            | Эухенио Дербес и Элиас Солорио                |

### 2010-е
| Год  | Название программы | Исполнительный продюсер |
| ---- | ------------------ | ----------------------- |
| 2017 | Красавчики         | Гильермо дель Боске     |
| 2017 | 40 и 20            | Густаво Лоса            |
| 2017 | Бюрократы          | Исраэль Хайтович        |
| 2017 | Двойной смысл      | Исраэль Хайтович        |
| 2018 | Соседи             | Элиас Солорио           |
| 2018 | 40 и 20            | Густаво Лоса            |
| 2018 | Мита и Мита        | Питипол Ибарра          |
| 2018 | Красавчики         | Гильермо дель Боске     |
| 2018 | Аренда в стопе     | Педро Ортис де Пинедо   |
| 2019 | Красавчики         | Гильермо дель Боске     |
| 2019 | Пародия            | Рейнальдо Лопес         |
| 2019 | Соседи             | Элиас Солорио           |
| 2019 | 40 и 20            | Густаво Лоса            |
| 2019 | Как сказал Симон   | Педро Ортис де Пинедо   |

## Рекорды и достижения
- Программа, получившая наибольшее количество наград (4):
  - Cachún cachún ra ra!
- Программа, имеющая самое большое количество номинаций (4):
  - Cachún cachún ra ra!
  - Доктор Кандидо Перес
- Программа, имеющая самое большое количество никогда не выигранных номинаций (3):
  - 40 и 20
- Программа, выигравшая номинацию с самым маленьким интервалом между победами:
  - Cachún cachún ra ra! (1983, 1984 и 1985) — 3 года подряд
- Программа, выигравшая номинацию с самым длительным интервалом между победами:
  - Семья П. Луче (2004 и 2008) — разница в 4 года